# Joel Emer

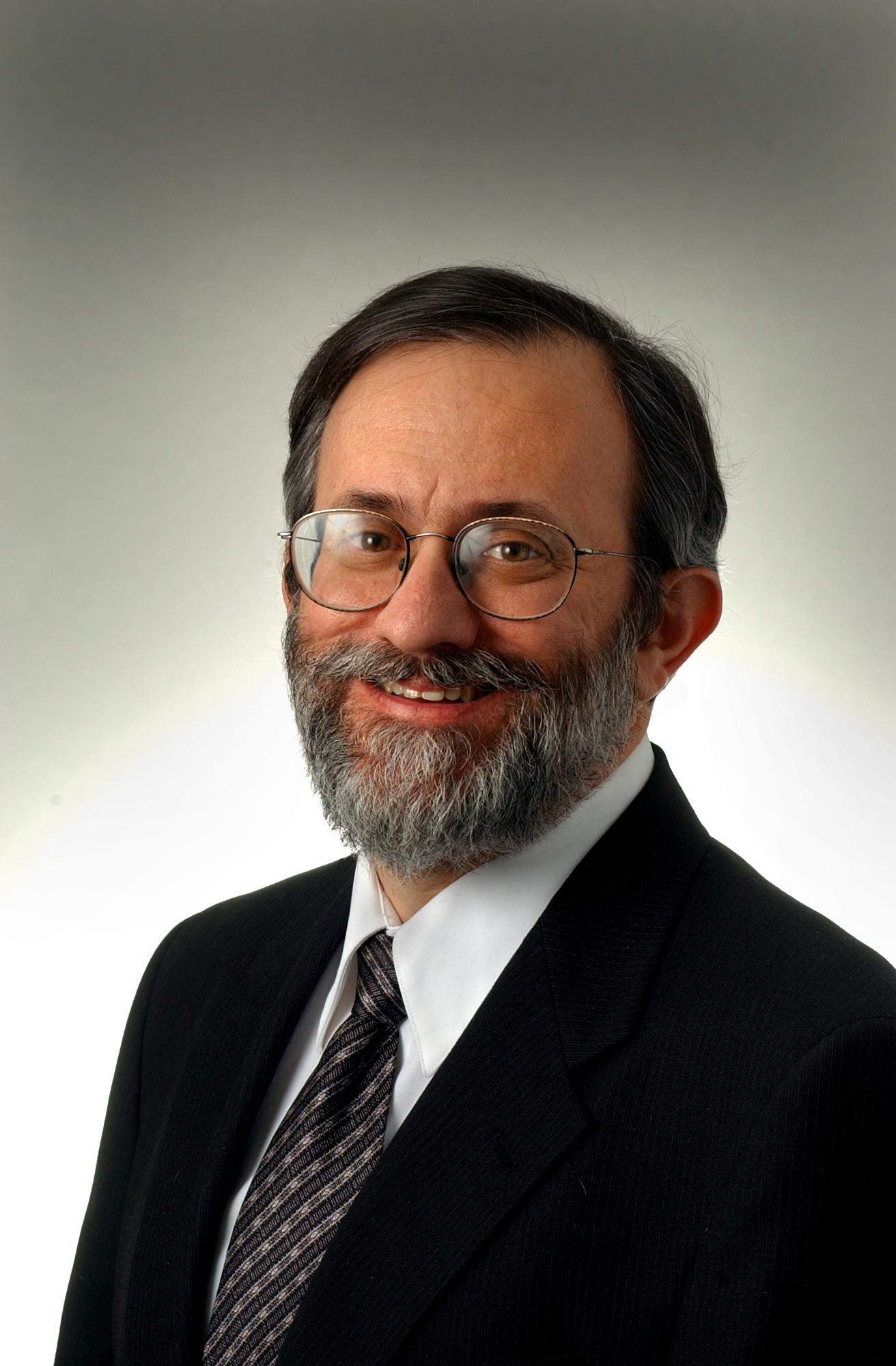
Joel Emer (2003)

Joel Springer Emer (* 2. März 1954) ist ein US-amerikanischer Computeringenieur.
Emer studierte an der Purdue University Elektrotechnik mit dem Bachelor-Abschluss 1974 (mit Bestnoten) und dem Master-Abschluss 1975. 1979 wurde er an der University of Illinois bei Edward Davidson promoviert. Er ging danach zu DEC.
Er forschte zur VAX-Architektur und zur Architektur künftiger Alpha-Prozessoren bei DEC (64 bit Prozessoren für Server) und setzte dies auch bei Übernahme durch Compaq fort. 2001 kam er zu Intel, als diese eine Zusammenarbeit mit Compaq begannen, bei der Intel die Mikroprozessor Forschung übernahm. Er ist Intel Fellow und Leiter der Forschung zu Mikroarchitektur (Microachitecture Research).
Bekannt wurde er als einer der Pioniere in der quantitativen Messung und Modellierung von Prozessorleistung in seiner Zeit bei DEC (und damit des quantitativen Zugangs zur Computerarchitektur). In einer einflussreichen Arbeit mit Douglas Clark zeigte er damals, dass die VAX-11/780 mit 0,5 MIPS nur halb so viel Leistung hatte, wie DEC vorher behauptete.
Emer forschte auch über Simultaneous Multithreading (SMT), Pipeline Organisation in Prozessoren, Cache-Speicher Entwurf, Memory Dependence, Einfluss von „weichen Fehlern“ auf die Architektur.
2009 erhielt er den Eckert-Mauchly Award. Er ist IEEE Fellow und Fellow der Association for Computing Machinery (ACM). 2020 wurde Emer in die National Academy of Engineering gewählt.